# Harm de Jonge (militair)
Jhr. Jan Harmen (Harm) de Jonge (Rijssen, 20 mei 1952) is een Nederlandse generaal-majoor der Cavalerie BD. Hij was van november 2008 tot 5 juli 2010 plaatsvervangend commandant van het Eerste Duits-Nederlandse Legerkorps (1(GE/NL)Corps).

## Loopbaan
De Jonge begon zijn militaire loopbaan in 1971 aan de Koninklijke Militaire Academie (KMA) in Breda. Drie jaar later slaagde hij, ontving zijn officiersdiploma en werd benoemd tot tweede-luitenant der cavalerie bij het Regiment Huzaren van Sytzama. Als luitenant en ritmeester vervulde hij verschillende commandanten functies.
Daarna volgde hij de cursus Stafdienst en Hogere Militaire Vorming aan de Hogere Krijgsschool in Den Haag. In 1985 werd hij bevorderd tot Majoor en kreeg een functie bij de landmachtstaf. Twee jaar later keerde De Jonge terug naar de KMA als plaatsvervangend hoofd van de Afdeling Moderniseringende Opleidingen.
In 1990 werd hij als luitenant-kolonel hoofd van de sectie G2 bij de staf van de Eerste Divisie 7 December. Twee jaar later werd hij benoemd tot commandant van het 11e Tankbataljon Regiment Huzaren van Sytzama in Oirschot.
In 1994 werd hij bevorderd tot kolonel en werd hoofd van de sectie G2 bij de staf van het 1e Legerkorps, gevolgd door een functie in Zagreb op het hoofdkwartier van het United Nations Peace Force (HQ UNPF), als hoofd land operatiën. Bij zijn terugkeer uit Zagreb werd hij hoofd van de sectie G2 en 1 bij de staf van het (1(GE/NL)Corps).
In 1997 werd De Jonge project coördinator bij de landmachtstaf in Den Haag. Daarna keerde hij terug naar de Eerste Divisie 7 december als chef-staf. In 2001 werd hij bevorderd tot Brigadegeneraal en werd plaatsvervangend commandant van diezelfde Eerste Divisie.
In 2002 werd de Jonge voor zes maanden uitgezonden waar hij het commando kreeg over het International Taskforce Fox in Macedonië. In januari 2003 werd hij commandant van de 41e Gemechaniseerde Brigade in Seedorf (Duitsland). In 2006 werd deze brigade opgeheven vanwege bezuinigingen op Defensie, De Jonge kreeg de functie van Plaatsvervangend Chef-Staf Operatiën bij het (1(GE/NL)Corps). Tevens vervulde de Jonge in die periode de functie van Deputy Commander Regional Command South ISAF in Afghanistan.
Naast zijn militaire loopbaan vervult Harm de Jonge ook veel militaire bestuursfuncties. Zo is hij voorzitter van de Vereniging Officieren Cavalerie (VOC), voorzitter van het Militair Ruiterbewijs en hij was van 2008 tot 2014 wapenoudste van het Wapen der Cavalerie.

## Persoonlijk
De Jonge is telg uit het geslacht De Jonge en de jongste van vijf kinderen en de jongste zoon van kolonel der cavalerie b.d. jhr. mr. Marien de Jonge (1911-2012) en diens eerste vrouw Cornelia ter Horst (1915-1971). Zijn drie broers kozen allemaal voor een studie rechten, maar zijn oudste broer diende als reserve-officier bij de cavalerie.
De Jonge is getrouwd en heeft twee zonen en een dochter. Een van zijn zonen dient ook als officier bij het wapen der Cavalerie en zijn andere zoon diende jaren als manschap, onderofficier en officier bij de infanterie en heeft inmiddels de dienst verlaten.

## Lijst met decoraties
- Officier in de Orde van Oranje-Nassau (lintjesregen, 2019)
- Ereteken voor Verdienste in goud
- Herinneringsmedaille VN-Vredesoperaties (HVN2)
- Herinneringsmedaille Vredesoperaties.
- Onderscheidingsteken voor Langdurige Dienst als Officier, cijfer XXX
- Landmachtmedaille
- Vierdaagsekruis (4de deelname)
- Vaardigheidsmedaille van de Nederlandse Sport Federatie (2de deelname)
- United Nations Protection Force Medaille
- NAVO-medaille (voormalig Joegoslavië)
- NAVO-medaille (ISAF)
- Ereteken van de Bundeswehr in goud (Duitsland)
- Canadian Meritorious Service Medal (Canada)
- Medaille de la Defense Nationale echelon d’Or (Frankrijk)